# Arnos Grove (stanice metra v Londýně)
Arnos Grove je stanice metra v Londýně, otevřená 19. září 1932. V noci 13. října 1940 Němci bombardovali Londýn a jedna z bomb zasáhla budovy této stanice. Jméno stanice bylo vybírano veřejností, jiné alternativy zněly : Arnos Park, Bowes Road a Southgate. Stanice se nachází na lince :
- Piccadilly Line (mezi stanicemi Bounds Green a Southgate nebo zde linka končí)

| Rok  | Počet cestujících |
| ---- | ----------------- |
| 2011 | 4,16 mil          |
| 2012 | 4,16 mil          |
| 2013 | 4,48 mil          |
| 2014 | 4,71 mil          |